# Ернест Шоссон
Ернест Амеде Шоссо́н (фр. Ernest Amédée Chausson; 20 січня 1855 — 10 червня 1899) — французький композитор.

## Біографія
Народився у Парижі. Музичну освіту отримав в Паризькій консерваторії у Жуля Массне та Сезара Франка. З 1886 і до самої смерті був секретарем (разом з В. д'Енді) Національного музичного товариства (Société Nationale de Musique).
Творчість Шоссона поділяють на три періоди. Перший був позначений впливом Массне і відрізняється елегантним мелодизмом. Другий, з 1886, драматичніший, до цього періоду відноситься його симфонія сі-бемоль мажор. Третій, з 1894, пов'язаний із захопленням композитора ідеями символізму, а також російською літературою (Достоєвський, Толстой). На цей період припадає найвідоміший твір Шоссона — поема для скрипки з оркестром, ор. 25 (1896).